# 乞伏乾帰
乞伏 乾帰（きつぶく けんき）は、五胡十六国時代の西秦の第2代の王。隴西鮮卑人。乞伏国仁の弟。
乞伏国仁が西秦を検束すると乾帰は上将軍に任じられた。建義4年（388年）、国仁の薨去に伴い、国仁の子である乞伏公府が幼少であることから群臣に推戴され大都督・大将軍・大単于・河南王に即位、太初と改元し金城（現在の甘粛省蘭州市西固区）に遷都、翌年には前秦の苻登から金城王に封じられている。
太初7年（394年）、苻登の要請により乾帰は後秦攻撃の出兵を実施、この功績により梁王に封じられた。同年苻登が戦死すると苻崇が即位したが、乾帰は苻崇を駆逐し、苻崇は氐族仇池部隴西王楊定のもとに亡命、後に両者は共同して西秦攻撃を行ったが、乾帰が連合軍を撃退、楊定を惨殺し前秦を滅亡させた、西秦は隴西地区を勢力下に収めた。太初8年（395年）には西城（現在の甘粛省白銀市靖遠県）に遷都、太初13年（400年）には苑川（現在の甘粛省蘭州市楡中県）に再び遷都している。同年、後秦軍に辰谷にて敗れた乾帰は南涼へと亡命し西秦はここに一旦滅亡した。この直後禿髪利鹿孤に殺害されることを恐れた乾帰は後秦へと再度亡命している。
後秦に亡命した乾帰は姚興の冊封を受け持節・都督河南諸軍事・鎮遠将軍・河州刺史・帰義侯となった。翌年には西秦故都である苑川鎮守に任じられ、部衆を率いて故地に帰還している。乾帰が後秦に亡命していた時期、後涼天王呂隆の投降を行い、仇池部族氐王楊盛を攻撃、吐谷渾を占拠するなどの事跡を残している。弘始9年（407年）、姚興は乾帰の勢力が高大になり自己の支配下に置くため乾帰を長安に留め尚書に任じている。
弘始10年（408年）、後秦が南涼・夏などに敗れ国力が衰退すると、翌年乾帰は苑川に遷り、その後度堅山を都城とし再び秦王に即位、更始と改元し西秦を復活させた。
更始2年（410年）には苑川に遷都するなど国内の整備に努めたが、更始4年（412年）、乾帰は乞伏公府により殺害された。諡号は武元王、廟号は高祖であり、子の乞伏熾磐が西秦の王位を継承した。